# Francesc Ferrer Callol
Francesc Ferrer Callol   (Figueres, 1923 - Figueres, 30 d'octubre de 2013) fou un col·leccionista català vinculat a diverses entitats cíviques de la ciutat de Figueres durant la segona meitat del segle XX.

## Biografia
Fill de Josep Ferrer Albertí i Rafaela Callol Serrats, es casà el desembre de 1948 amb Glòria Rivero Genís (Figueres, 1927 – 2024), amb qui tingué dos fills, Rosa i Joan.
El seu interès pel col·leccionisme, especialment la filatèlia i la numismàtica, el portà a implicar-se activament en la vida associativa local. El 28 de febrer de 1971 fou nomenat president de l'Agrupació Filatèlica i Numismàtica del Casino Menestral de Figueres. Des d'aquest càrrec impulsà fires, exposicions i activitats de divulgació, com una exposició filatèlica  Jumelage Filatélico Figueras-Marignane de l'any 1973 i una exposició fotogràfica retrospectiva sobre la ciutat de Figueres el 1975.
El 1976 s'incorporà a la Junta del Casino Menestral, primer amb la funció de bibliotecari, des d'on contribuí a la gestió i dinamització cultural de l'entitat, més tard amb altres càrrecs. Va morir a Figueres el 30 d'octubre de 2013, a l'edat de 90 anys, es feren les exèquies,  a la parroquià de l'Immaculada de Figueres.

## Llegat
Ferrer Callol forma part del conjunt de ciutadans que, des de l'activisme cultural i el voluntariat, contribuïren a enfortir el teixit cívic i associatiu de la Figueres del segle XX. Entre altres iniciatives, es considera un dels impulsors de la Fira del Llibre Vell de Figueres, organitzada sota el paraigua del Casino Menestral. Aquesta fira ha esdevingut una tradició cultural consolidada durant les Fires i Festes de la Santa Creu.

## Reconeixements pòstums
L'any 2025, en el marc de les Fires de la Santa Creu, el Casino Menestral de Figueres dedicà a Francesc Ferrer Callol el mata-segells commemoratiu oficial, en reconeixement a la seva tasca cultural i a la fundació de la Fira del Llibre Vell.